# 吉林長龍藥業
吉林省輝南長龍生化藥業股份有限公司，簡稱吉林省輝南長龍生化藥業股份、吉林省輝南長龍生化藥業、吉林省輝南長龍生化藥業，以及吉林長龍藥業（英語：Jilin Province Huinan Changlong Bio-pharmacy Co. Ltd.，港交所：8049），於1989年由張弘（董事長、總經理）創立，前身為「吉林省輝南長龍生化藥業有限公司」。
總部位於中国吉林省通化市辉南县朝阳镇北山街31号销售部，邮编：135100，主要業務在國內經營生產和銷售生化药、中成药、西药等產品。
招股價為0.5港元，發行新股為1.5億H股，其後東英亞洲認購22,500,000H股，集資額合共為2.8億港元，股份在2001年5月24日於港交所創業板上市。

## 連結
- jlchanglong.com